# Lausanne

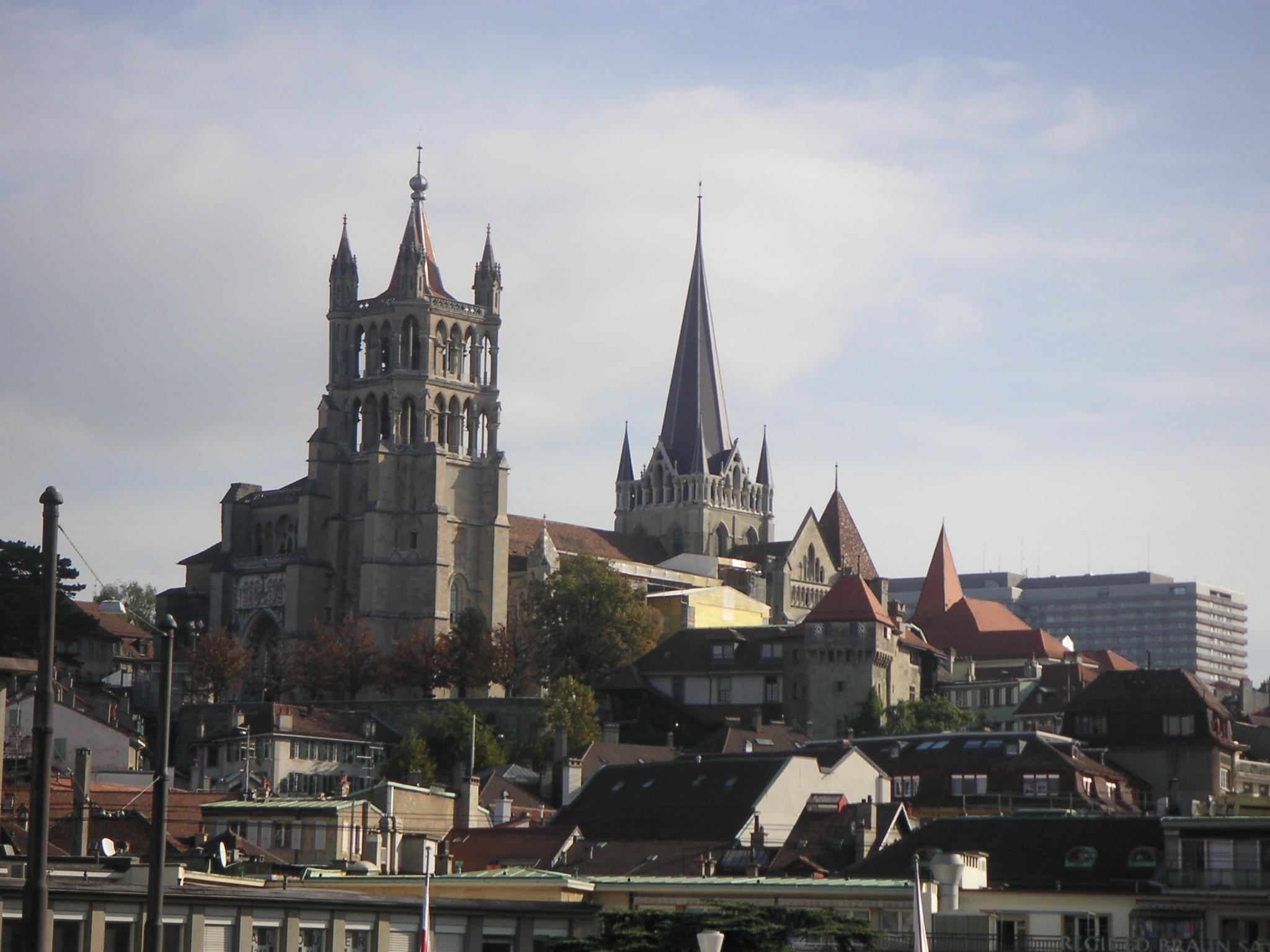
Lausanne

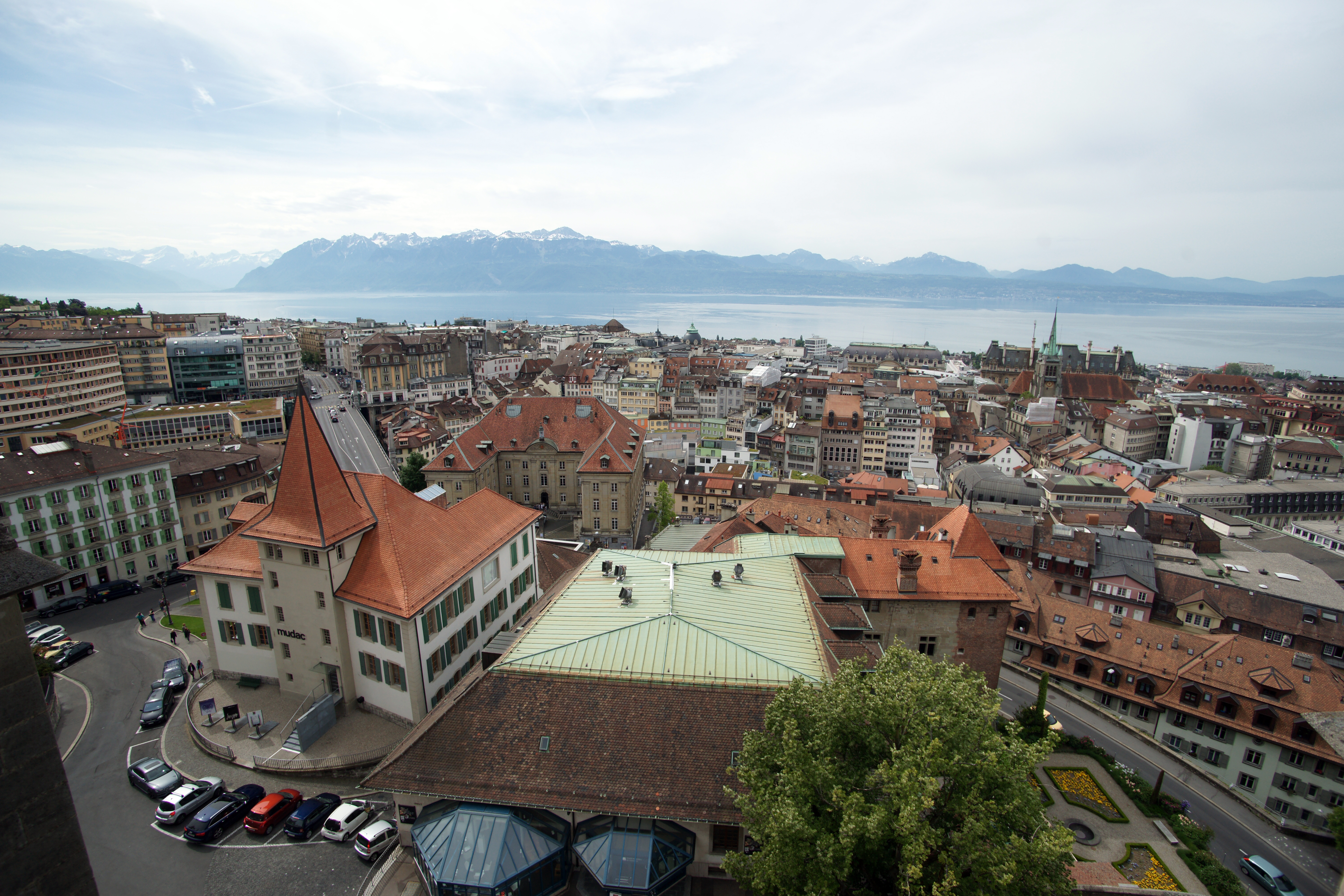

Lausanne este un oraș în partea de limbă franceză a Elveției, pe malul Lacului Geneva (în franceză Lac Léman, în germană Genfersee), pe parte opusă cu Évian-les-Bains, Franța și aproximativ 60 km nord-est de Geneva. Este capitala cantonului Vaud. Populația sa din decembrie 2003 era de 126.766 locuitori. Este situat în mijlocul unei regiuni producătoare de vin.

## Istorie
Pe malul lacului Geneva, în locul în care se ridică astăzi cartierul Vidy din Lausanne, celții au întemeiat, cu secole în urmă, o așezare. Pe locul acestei vechi așezări celtice romanii au construit o așezare militară pe care au denumit-o Lousanna. Romanii, deși au creat o rețea bine dezvoltată de drumuri continentale, preferau transportul pe apă, considerat în antichitate mai puțin incomod. Începând din secolul al V-lea așezarea portuară a fost cunoscută sub numele de Lausanne.
Înflorirea sa a fost determinată și de faptul că oferea adăpost populației chinuite de invaziile popoarelor germanice, fiind înconjurată dinspre uscat de o serie de dealuri. În secolul al VI-lea, a fost mutat la Lausanne sediul episcopiei, care se aflase anterior în orașul Avenches, mai puțin ferit. Catedrala în stil gotic timpuriu din secolul al XII-lea a fost ridicată pe locul unei foste bazilici din perioada carolingiană. Din 1157 Lausanne s-a aflat sub stăpânirea dinastiei Zähringer, al cărei ultim reprezentant a murit în anul 1218. Terenurile întinse de pe malul nordic al lacului Geneva au intrat apoi sub controlul episcopiei. Orașul se afla sub jurisdicția ducilor de Savoia. În anul 1434 Lausanne a fost ridicat la rangul de oraș liber imperial, iar în 1525 s-a aliat cu orașele Fribourg și Berna pentru a frâna tendințele expansioniste ale demnitarilor bisericești și ale nobililor din Casa de Savoia. În anul 1536 orașul a fost cuprins de Reformă, iar în anul 1613, episcopii și-au mutat reședința la Fribourg. Din acel moment, la Lausanne a domnit spiritul liberalismului. În consecință, aici și-au găsit adăpost mulți refugiați religioși din Franța. Orașul a cunoscut o perioadă de înflorire economică și intelectuală. Seminarul protestant, înființat în anul 1537, a obținut rang de universitate în anul 1890. În 1803 a devenit capitala noului format canton elvețian, Vaud. Până în anul 1800 Lausanne a rămas un oraș cu nu mai mult de 8.000 de locuitori. Când a devenit însă capitala nou-înființatului canton Vaud, populația a crescut brusc. În anul 1900 aici trăiau deja aproape 50.000 de oameni, iar pragul de 100.000 de locuitori a fost depășit în secolul al XX-lea.

## Geografie
Orașul Lausannne se află situat pe malul nordic al lacului Geneva la o înălțime medie de 495 metri. În centrul localității se întâlnesc două râuri: Flon și Louve, astăzi în mare parte acoperite. Văile acestor râuri formează trei dealuri, Cité, La Bourg și Saint Laurent, pe care a fost construit orașul.

## Populație
La data de 31 decembrie 2008 populația stabilă a orașului a fost de 122.284 de locuitori. Acestora li se adaugă peste 10.000 de locuitori sezonieri. Astfel, Lausanne este al cincilea oraș ca populație din Elveția. Aglomerația urbană a orașului numără aproximativ 324.000 de locuitori, iar regiunea metropolitană Geneva-Lausanne are 1.200.000 de locuitori.
78,8% din locuitorii orașului sunt vorbitori ai limbii franceze, 4,3% ai limbii germane iar 4,0% de limbă italiană. În anul 2002, din populația totală, 36,2% o reprezentau străinii. Cele mai importante comunități etnice sunt cele italiene, spaniole și portugheze.

## Diverse
Comitetul Olimpic Internațional își are sediul în Lausanne și Muzeul Olimpic este de asemenea situat aici.

## Transport public
Transportul public în Lausanne este efectuat de compania tl (Transports publics de la région lausannoise).
TL deservește 20 de localități ale aglomerației urbane, exploatând o rețea de 10 linii de troleibuz, 24 de linii de autobuz și 2 linii de metrou, dintre care una (m2) este pe pneuri și fără mecanic.
Linii:
- Metrou
  - M1 Le Flon (Lausanne)|Lausanne-Flon - Renens-Gare
  - M2 Ouchy - Croisettes
- Troleibuz
  - 1 Maladière - Blécherette
  - 2 Maladière-Lac  - Désert
  - 3 Bellevaux - Lausanne-Gare
  - 4 Coudraie - Pully-Gare
  - 6 Maladière - Sallaz
  - 7 Val-Vert - Renens 14 Avril
  - 8 Grand-Mont <> Bellevaux - Verrière
  - 9 Prilly-Église - Lutry-Corniche
  - 21 Blécherette - Lausanne-Gare
  - 25 Bourdonnette - Pully-Gare
- Autobuz
  - 12 Montbenon - Faverges
  - 13 Provence-Nord - Verdeil
  - 16 Montbenon - Grand Vennes
  - 17 Georgette - Croix-Péage
  - 18 Le Flon (Lausanne)|Lausanne-Flon - Timonet
  - 22 Le Flon (Lausanne)|Lausanne-Flon  - Clochatte
  - 30 Prilly-Église - Bourdonnette
  - 32 Timonet - Malley
  - 33 Mont-Goulin - EPFL (École polytechnique fédérale de Lausanne)
  - 34 Cery-Gériatrie - Mont-Goulin
  - 36 Renens-Gare - Closalet
  - 41 Montolieu - Praz-Séchaud
  - 42 Sallaz - Foyer
  - 45 Bois-Murat - Le Chalet-à-Gobet|Chalet-à-Gobet
  - 46 Bois-Murat - Ballègue
  - 47 Pully-Port - Grandvaux/Pra Grana
  - 48 Daillettes - Pully-Gare
  - 56 Richardaz - Crissier-Centre
  - 60 Froideville - Le Flon (Lausanne)|Lausanne-Flon
  - 62 Moudon-Gare - Croisettes
  - 64 Le Chalet-à-Gobet|Chalet-à-Gobet - Croisettes
  - 65 Servion-Poste - Sallaz
  - 66 Montbenon -Grandvaux/Pra Grana
  - 68/69 Lutry-Port - La Croix-sur-Lutry

## Personalități născute aici
- Margareta, Principesă a României (n. 1949), prima fiică a fostului suveran Mihai al României și a soției sale, principesa Ana de Bourbon-Parma;
- Horia Agarici (1911 - 1982), maior aviator al Forțelor Aeriene Române, unul din aviatorii de elită al celui de-al Doilea Război Mondial al Armatei Române;
- Johann Ludwig Burckhardt (1784 - 1817), călător, geograf și orientalist, cunoscut pentru descoperirea ruinelor orașului Petra în Iordania;
- Jean-Philippe Loys de Chéseaux (1718 - 1751), astronom;
- Timea Bacsinszky (n. 1989), jucătoare profesionistă de tenis;
- Umberto Agnelli (1934 - 2004), om de afaceri italian, politician și președinte al FIAT;
- Antonie (Bloom) de Suroj (1914 - 2003), episcop al Bisericii Ortodoxe Ruse, mitropolit de Suroj, filosof și predicator.
- Stanislas Wawrinka (n. 1985),  jucător profesionist de tenis, medaliat cu aur la proba de dublu de la Jocurile Olimpice de vară din 2008;
- Eugène Samuel Grasset (1841 - 1917), artist plastic decorativ, care a trăit majoritatea vieții sale artistice la Paris în Franța;
- Infantele Carlos, Duce de Calabria (1938 - 2015), fiul lui Don Alfonso de Bourbon-Două Sicilii, Duce de Calabria și al Prințesei Alicia de Bourbon-Parma;
- Benjamin Constant (1767 - 1830), gânditor, scriitor și om politic francez, important doctrinar al liberalismului din secolul al XIX-lea;
- Alejo Carpentier (1904 - 1980), muzicolog și scriitor cubanez;
- Vincent Perez (n. 1962), actor, producător de film, regizor și scenarist;
- Sigismund, Mare Duce de Toscana (n. 1966), actualul șef al ramurei toscane a Casei de Habsburg-Lorena.
- Iulian-Alexandru Badea - om politic